# Garin Marma
Garin Marma (auch: Garin Marima) ist ein Dorf in der Stadtgemeinde Tanout in Niger.

## Geographie
Das Dorf liegt in der Landschaft Damergou. Es befindet sich rund acht Kilometer nordöstlich des urbanen Zentrums der Gemeinde Tanout, die zum gleichnamigen Departement Tanout in der Region Zinder gehört. Zu weiteren Siedlungen in der Umgebung von Garin Marma zählen Kokaram im Südosten und Djadjidouna im Süden.
Garin Marma ist Teil der Übergangszone zwischen Sahara und Sahel. Die durchschnittliche jährliche Niederschlagsmenge beträgt hier zwischen 200 und 300 mm.

## Geschichte
Die damalige französische Verwaltung richtet 1947 in Garin Marma eine Schule speziell für die nomadische Bevölkerung ein. Die Schule war eine der ersten ihrer Art in Niger. Ältere Nomadenschulen in Niger bestanden nur in Azarori, Kao und Maïlafia. Der Politiker Yacouba Sido wirkte hier als Schuldirektor. Das nigrische Unterrichtsministerium schuf 1996 gemeinsam mit dem Welternährungsprogramm der Vereinten Nationen zahlreiche Schulkantinen in von Ernährungsunsicherheit betroffenen Zonen, darunter eine für Nomadenkinder in Garin Marma. Bei einem nach der Ernährungskrise von 2005 von der dänischen Sektion von CARE International von 2006 bis 2009 durchgeführten Projekt zur Vorbeugung und Bewältigung von Ernährungskrisen wurde in Garin Marma wie in 50 weiteren Orten in Niger ein gemeinschaftliches Frühwarn- und Notfallsystem aufgebaut.

## Bevölkerung
Bei der Volkszählung 2012 hatte Garin Marma 1976 Einwohner, die in 326 Haushalten lebten. Bei der Volkszählung 2001 betrug die Einwohnerzahl 722 in 142 Haushalten und bei der Volkszählung 1988 belief sich die Einwohnerzahl auf 531 in 129 Haushalten.
Die Bevölkerungsdichte in diesem Gebiet ist gering und liegt bei unter 10 Einwohnern je Quadratkilometer.

## Wirtschaft und Infrastruktur
Die Siedlung liegt in einem Gebiet der Naturweidewirtschaft, wobei vor allem die Rinder- und Schafzucht wirtschaftlich bedeutend sind.